# Anomala plebeja
Anomala plebeja är en skalbaggsart som beskrevs av Olivier 1789. Anomala plebeja ingår i släktet Anomala och familjen Rutelidae.

## Underarter
Arten delas in i följande underarter:
- A. p. infuscata
- A. p. mixta
- A. p. nigra